# Geoespaço

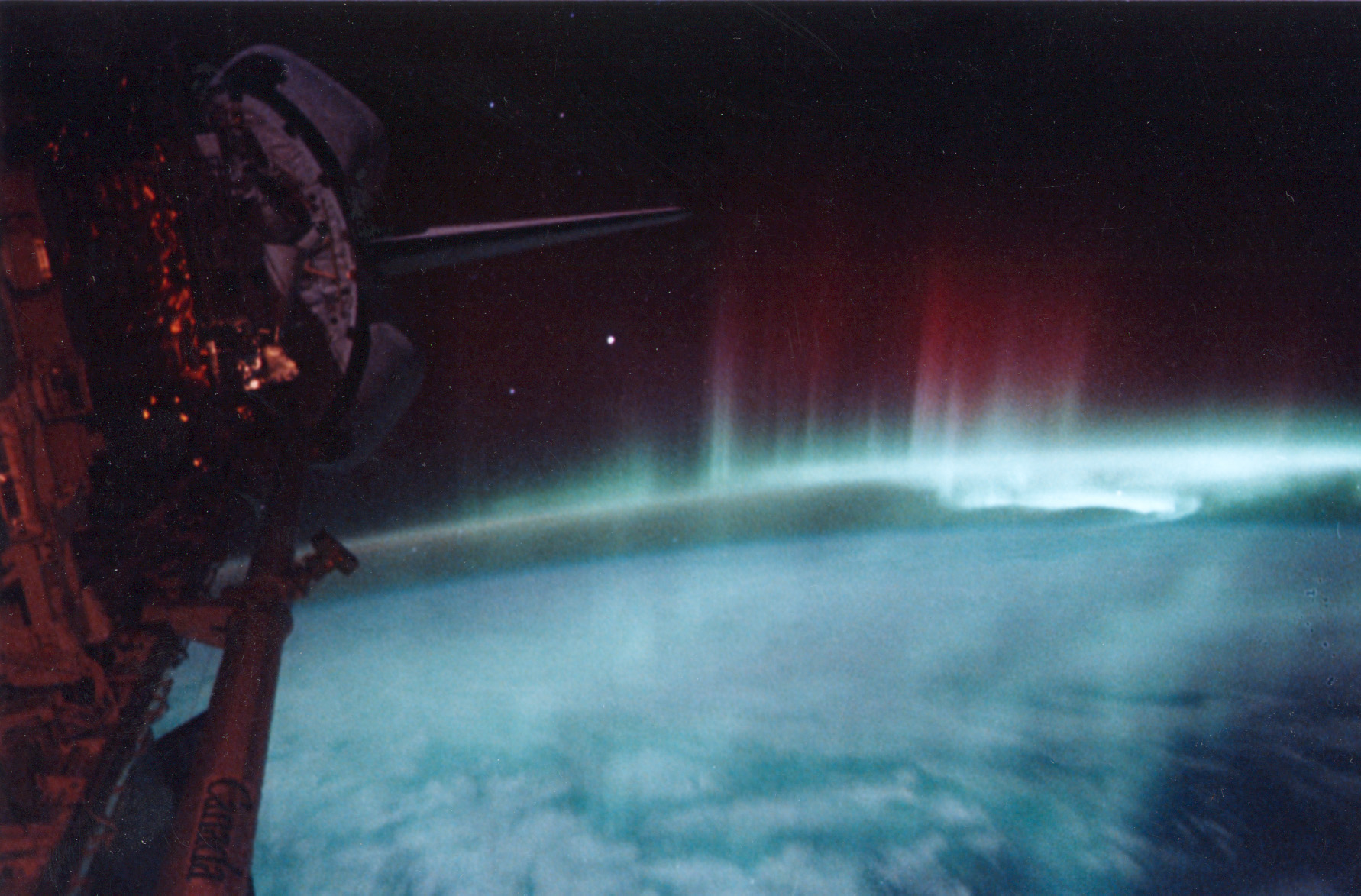
Aurora austral observada a partir do ônibus espacial Discovery, na missão STS-39, Maio de 1991 (altitude orbital: 260 km)

Geoespaço (em inglês: Geospace) é a região do espaço próximo da Terra. Geoespaço inclui a região superior da atmosfera e a magnetosfera. O cinto de radiação de Van Allen encontra-se dentro do geospace. O limite exterior da geospace é o magnetopausa, que forma uma interface entre magnetosfera do planeta e pelo vento solar. O limite interior é a ionosfera. Como as propriedades físicas eo comportamento do espaço próximo da Terra é afetado pelo comportamento do tempo Sol e do meteorologia do espaço, o campo de geospace está interligada com heliofísica; o estudo do Sol e seu impacto sobre o planets Sistema Solar.

## Espaço cislunar
A região fora da atmosfera da Terra e que se estende para além da órbita da Lua, incluindo os ponto de Lagrange s, é por vezes referido como cis-lunares espaço.